# Roca Roja (Castelló de Farfanya)
La Roca Roja és una muntanya de 608 metres que es troba entre els municipis de Castelló de Farfanya i d'Os de Balaguer, a la comarca catalana de la Noguera.